# Eidsvollsbygningen
Eidsvollsbygningen er en historisk bygning ved Eidsvoll Verk i Akershus, som har en central plads i Norges historie og regnes som et af landets vigtigste nationale monumenter – vuggen for det moderne Norge. Rigsforsamlingen benyttede bygningen i 1814 til at udarbejde Norges Grundlov, og det var i Eidsvollsbygningen, at prins Christian Frederik blev valgt til konge af Norge.
Eidsvollsbygningen var tidligere hovedbygningen på Eidsvoll Verk. Sammen med Wergelands Hus, den nordlige sidebygning, den sydlige pavillon, vognremisen, konservatorboligen og parken omkring anlægget udgør bygningen med sit inventar det nationale mindesmærke over Rigsforsamlingen i 1814.
Bygningen forvaltes af Eidsvoll 1814, som er en afdeling af stiftelsen Norsk Folkemuseum.
Bygningen blev opført omkring år 1770. I 1794 købte Carsten Anker Eidsvoll Jernværk og igangsatte en omfattende ombygning og modernisering omkring år 1800. Han bosatte sig med familien på Eidsvoll i 1811.
Da bygningen stod færdig, var den en af de største og mest moderne private boliger i landet. Eidsvollsbygningen var Norges største træhus i en kort periode, indtil Stiftsgården i Trondheim blev færdigbygget i 1778.